# کوژانووکا (گمینا کودنگ)
کوژانووکا (به لهستانی:  Kożanówka) یک روستا در لهستان است که در گمینا کودنگ واقع شده‌است.